# 懷爾德徹里 (阿肯色州)
懷爾德徹里（英語：Wild Cherry）是位於美國阿肯色州富爾頓縣的一個非建制地區。該地的面積和人口皆未知。

## 地理
懷爾德徹里的座標為36°15′50″N 92°03′25″W / 36.26389°N 92.05694°W，而該地的平均海拔高度為259米（即850英尺）。